# Gespenstergeschichten (Fernsehserie)
Gespenstergeschichten ist eine westdeutsche Fernsehserie von 1985. Bis auf Episode 4, Im Schatten des Zweifels, stammten die Drehbücher von Rainer Erler. Die Titelmelodie Ghost komponierten und spielten Guido & Maurizio De Angelis (Oliver Onions).

## Handlung
Die sechs in sich abgeschlossenen Episoden basieren auf literarischen Vorlagen der ersten Hälfte des 20. Jahrhunderts sechs verschiedener Autoren. Jede Episode wird von einem namentlich nicht genannten Erzähler, der von Wolfgang Büttner dargestellt wird, eingeleitet und beendet.

## Episoden
- 1. Die Brücke nach Fenders, nach einer Geschichte von John MacLaughlin
- 2. Die Verschwörung, nach der Kurzgeschichte „Die Phantomkutsche“ von Amelia Edwards
- 3. Ambrose Temple, nach der Kurzgeschichte „Der dämonische Liebhaber“ von Elizabeth Bowen
- 4. Im Schatten des Zweifels, nach der Kurzgeschichte „Gespenster“ von Marie Luise Kaschnitz
- 5. Das Gesicht, nach einer Kurzgeschichte von Edward Frederic Benson
- 6. Die Affenpfote, nach der gleichnamigen Kurzgeschichte von William Wymark Jacobs

## Überlieferung
Die Serie wurde 2019 von Pidax-Film ohne digitale Überarbeitung auf DVD ediert.